# Palais Robert
Pour les articles homonymes, voir Robert.
Le palais Robert (en catalan Palau Robert) est un bâtiment situé au 107 Passeig de Gràcia, à l'angle avec l'Avenue Diagonale, à Barcelone, dans le district de l'Eixample. 
Il a été bâti entre 1898 et 1903 comme résidence privée de Robert Robert i Surís, marquis de Robert, un influent aristocrate, financier et politique catalan. Le bâtiment actuellement est propriété de la Généralité de Catalogne et il accueille un centre culturel, avec trois salles d'expositions, un espace pour des concerts, le Centre d'Information de la Catalogne, un bureau de tourisme de la ville, une librairie et quelques jardins ouverts au public.

## Le bâtiment

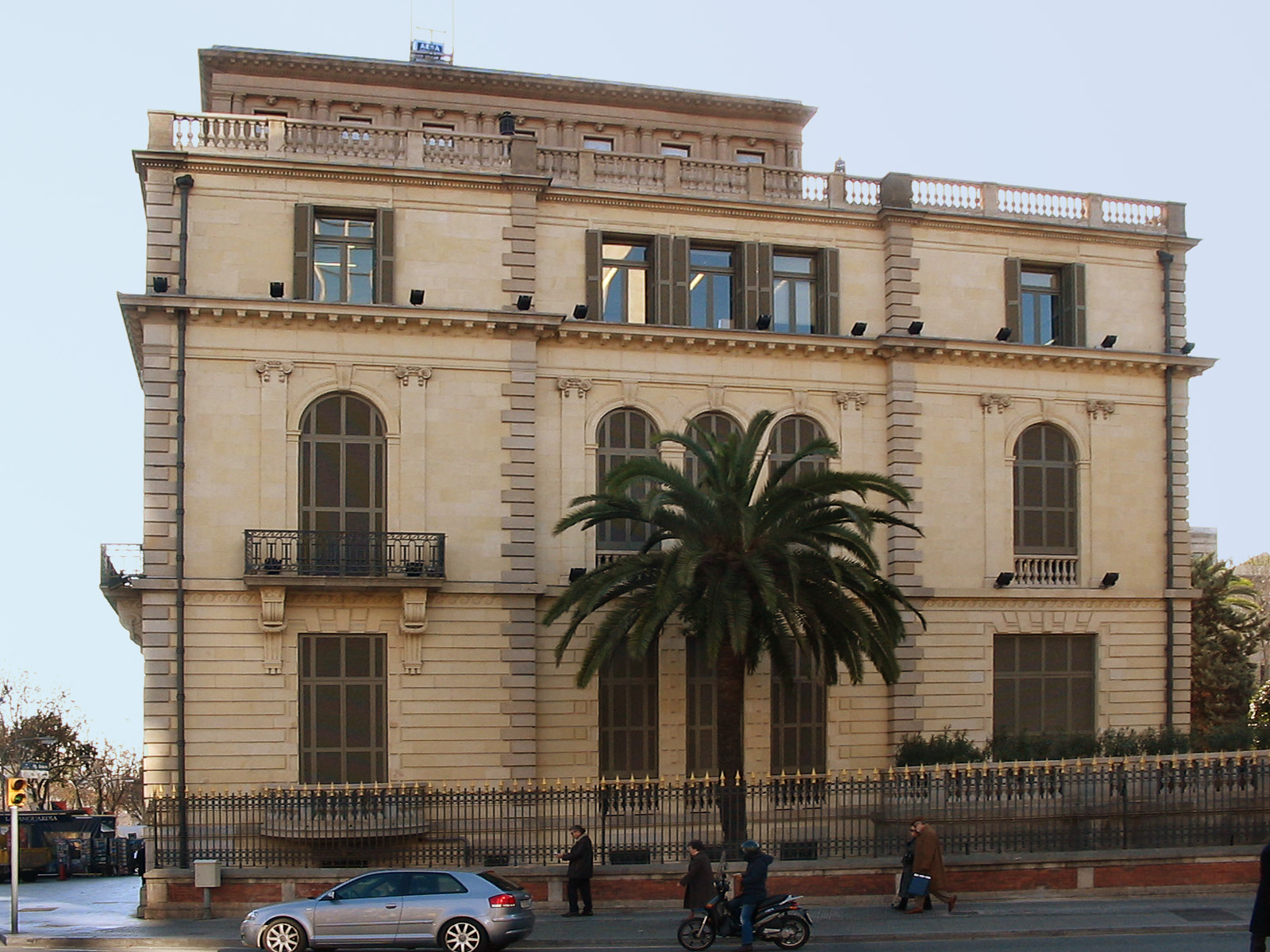
Vue du Palais Robert depuis l'Avenue Diagonale.

Le bâtiment est un exemple d'architecture néoclassique, bâti en pierre par l'architecte français Henri Grandpierre, qui a travaillé à l'Exposition Universelle de Paris de 1900; les travaux sont dirigés entre 1898 et 1903 par l'architecte catalan Joan Martorell.
Le bâtiment, de style classique, s'éloigne du modernisme en vigueur à l'époque. En 1904, il obtient une mention dans le Concours annuel de bâtiments artistiques instauré par la Mairie de Barcelone.
Le jardin est dessiné par le jardinier municipal Ramón Oliva, qui, plus tard, conçoit ceux de la place de Catalogne. Les nombreux palmiers du jardin provenaient de l'Exposition Universelle de Barcelone de 1888.

## Événements notables
- En 2020, le palais présente l'exposition Clotilde Cerdà / Esmeralda Cervantes, un dona davant una època (en français : Clotilde Cerdà / Esmeralda Cervantes, la femme d'une époque), en hommage à la musicienne Clotilde Cerdà i Bosch, protégée de Victor Hugo[4]  .